# 폰타두솔 (카보베르데)

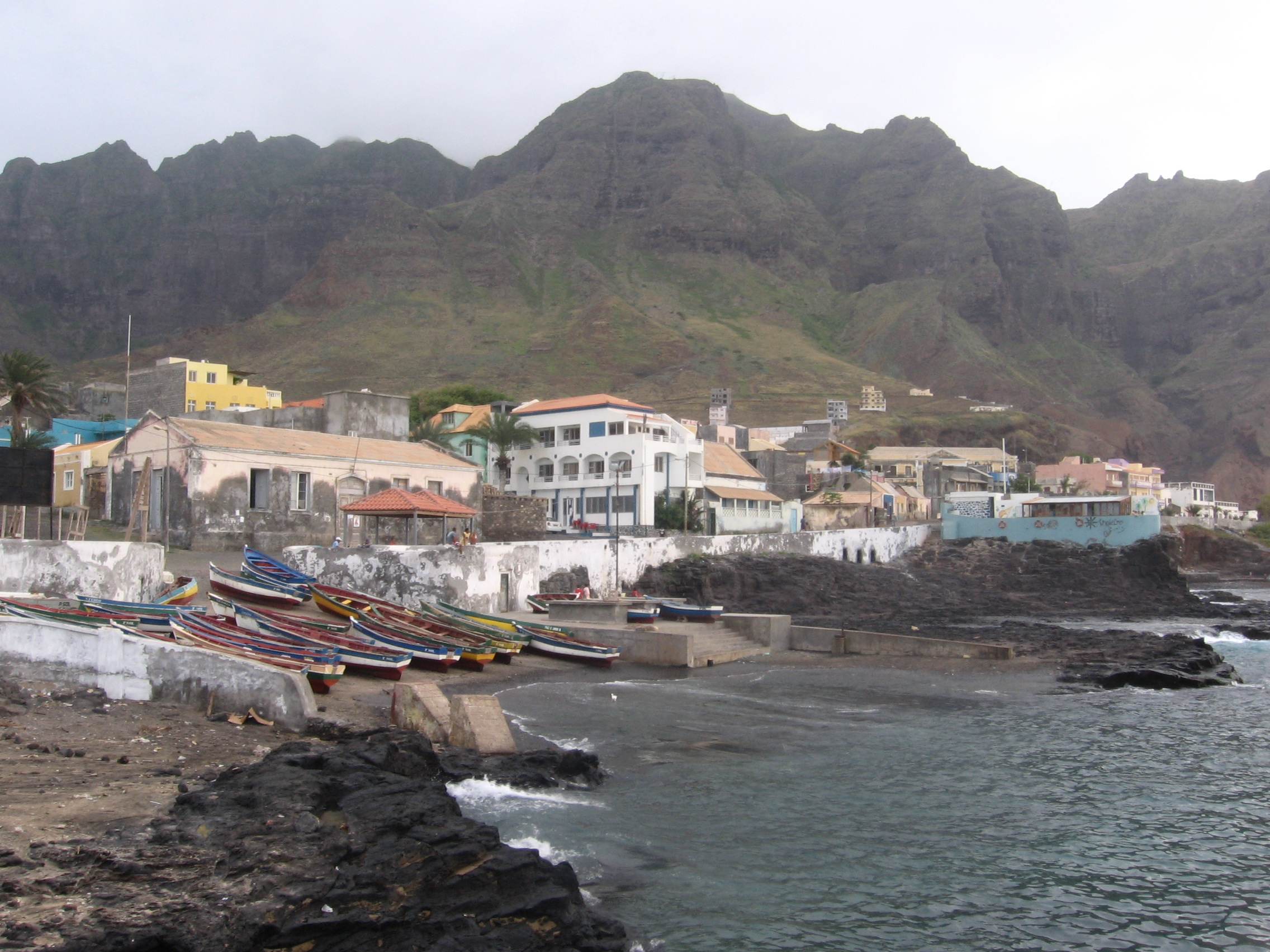
폰타두솔

폰타두솔(포르투갈어: Ponta do Sol)은 카보베르데 산투안탕섬 북부 연안에 위치한 도시로 인구는 2,143명(2010년 기준)이다. 행정 구역상으로는 히베이라그란드시에 속한다. 히베이라그란드에서 북서쪽으로 4km, 포르투노부에서 북쪽으로 20km 정도 떨어진 곳에 위치한다.